# کوروسلپی
کوروسلپی (به چکی: Kuroslepy) یک منطقهٔ مسکونی در جمهوری چک است که در منطقه تربیچ واقع شده‌است.
 کوروسلپی ۸٫۵۵ کیلومتر مربع مساحت و ۱۷۶ نفر جمعیت دارد و ۳۳۴ متر بالاتر از سطح دریا واقع شده‌است.